# Stictomela opulenta
Stictomela opulenta es una especie de coleóptero de la familia Endomychidae.
El macho mide 10 mm. Habita en Sri Lanka.